# Жабниця (Крань)
Жабниця (словен. Žabnica) — поселення в общині Крань, Горенський регіон, Словенія. Висота над рівнем моря: 369,9 м.